# Roland Hermann
Roland Hermann (Bochum, 17 settembre 1936 – Zurigo, 17 novembre 2020) è stato un baritono tedesco.

## Biografia
Roland Hermann frequentò le Università di Friburgo in Brisgovia, Magonza e Francoforte sul Meno. Completò la sua formazione di canto con Margarete von Winterfeldt, Paul Lohmann e Flaminio Contini. Nel 1961 gli venne assegnato il primo premio al concorso delle radio tedesche.
Hermann fece il suo debutto lirico come il Figaro di Mozart nel 1967 al Teatro Treviri, poi si trasferì all'Opera di Zurigo, di cui è membro dal 1968. Hermann cantò anche a Monaco di Baviera, Colonia, Buenos Aires, Parigi, Berlino e altre città. Gli impegni come solista con orchestre e come cantante di lieder accompagnato dal pianoforte lo portarono in centri musicali in Europa, negli Stati Uniti (debutto con la New York Philharmonic Orchestra nel 1983) e in Estremo Oriente.

## Repertorio
Oltre ai consueti ruoli della sua specialità – il ruolo da protagonista in Don Giovanni, Wolfram im Tannhäuser, Germont in La traviata e Amfortas nel Parsifal – cantò in opere raramente eseguite:
- Heinrich Marschner: Il vampiro
- Robert Schumann: Genoveva
- Ferruccio Busoni: Doktor Faust
- Arnold Schönberg: Moses und Aron
- Werner Egk: Peer Gynt

Hermann cantò anche i ruoli principali in diverse anteprime mondiali, tra cui:
- Rudolf Kelterborn: Der Kirschgarten (Zurigo 1984)
- York Höller: Der Meister und Margarita (Parigi 1989)